# Radošić (miasto Sinj)
Radošić – wieś w Chorwacji, w żupanii splicko-dalmatyńskiej, w mieście Sinj. W 2011 roku liczyła 686 mieszkańców.